# Casalot de Can Puget
El Casalot de Can Puget és una obra de Manlleu (Osona) inclosa a l'Inventari del Patrimoni Arquitectònic de Catalunya.

## Descripció
Gran casalot construït per la família Puget, molt interessant tant arquitectònicament com constructivament. La imatge d'aquesta casa té una gran dosi de significat per la majoria de manlleuencs. Són importants, a més de la casa pròpiament dita, totes les construccions annexes, la tanca i el jardí, formant tot el conjunt una unitat.
És l'edifici de servei de can Puget.